# Filmstudio Kadr
Das Filmstudio Kadr (poln. Studio Filmowe Kadr) gehört zu den wichtigsten Filmproduktionsfirmen in Polen.

## Geschichte
Es entstand bereits 1955 im sozialistischen Polen. Nach den Märzunruhen 1968 wurde das Studio aufgelöst und 1972 neu gegründet. Das Filmstudio Kadr ist auch nach der politischen Wende als Filmproduktionsunternehmen in Polen tätig. Gründer und künstlerische Leiter war von 1955 bis zur Auflösung 1968 der Filmregisseur Jerzy Kawalerowicz. 1972 betrieb Kawalerowicz auch die Wiedergründung von Kadr und war bis zu seinem Tod der künstlerische Leiter. Das Studio produzierte seit seiner Gründung sämtliche Filme von Kawalerowicz, war aber auch verantwortlich für weitere Klassiker des polnischen Kinos. Langjährige Chefdramaturgen waren Mitgründer und Filmjournalist Krzysztof Teodor Toeplitz und der Schriftsteller und Regisseur Tadeusz Konwicki. Toeplitz hatte diese Position 1955 und dann wieder von 1980 bis 1991 inne; Konwicki von 1956 bis zur Auflösung 1968.

## Wichtige Produktionen des Studios
- 1956: Schatten – Regie: Jerzy Kawalerowicz
- 1956: Der Mann auf den Schienen – Regie: Andrzej Munk
- 1956: Der Kanal – Regie: Andrzej Wajda
- 1957: Regnerischer Juli – Regie: Leonard Buczkowski
- 1958: Eroica – Regie: Andrzej Munk
- 1958: Krzyż Walecznych – Regie: Kazimierz Kutz
- 1958: Der letzte Sommertag – Regie: Tadeusz Konwicki
- 1958: Asche und Diamant – Regie: Andrzej Wajda
- 1959: Lotna – Regie: Andrzej Wajda
- 1959: Nachtzug – Regie: Jerzy Kawalerowicz
- 1960: Auf Wiedersehen bis morgen – Regie: Janusz Morgenstern
- 1960: Mutter Johanna von den Engeln – Regie: Jerzy Kawalerowicz
- 1960: Die unschuldigen Zauberer – Regie: Andrzej Wajda
- 1961: Samson – Regie: Andrzej Wajda
- 1961: Allerseelen – Regie: Tadeusz Konwicki
- 1962: Morgen Premiere – Regie: Janusz Morgenstern
- 1963: Schweigen – Regie: Kazimierz Kutz
- 1965: Pharao – Die dunkle Macht der Sphinx – Regie: Jerzy Kawalerowicz
- 1975: Nächte und Tage – Regie: Jerzy Antczak
- 1977: Der Tod des Präsidenten – Regie: Jerzy Kawalerowicz
- 1981: Alles auf eine Karte – Regie: Juliusz Machulski
- 1982: Austeria – Regie: Jerzy Kawalerowicz
- 1983: Sexmission – Regie: Juliusz Machulski
- 1987: Kingsajz – Regie: Juliusz Machulski
- 1989: Konsul – Regie: Mirosław Bork
- 1990: Eine unmoralische Geschichte – Regie: Barbara Sass
- 2001: Quo vadis? – Regie: Jerzy Kawalerowicz